# Ageltrude
Ageltrude (... – 923), figlia del duca di Benevento Adelchi e moglie di Guido di Spoleto (875), venne incoronata imperatrice insieme al marito. Suo figlio Lamberto, giovanissimo, fu incoronato imperatore in seguito alla morte del padre (894).

## Biografia
Fu lei a volere fortemente, insieme a suo figlio, il processo al defunto papa Formoso, passato alla storia come il "sinodo del cadavere".
Quando però il figlio Lamberto morì durante una battuta di caccia nell'898, si ritirò in un monastero. Nello stesso anno fondò l'Abbazia di Rambona, dandone incarico all'abate Olderico.